# Forze di pace delle Nazioni Unite

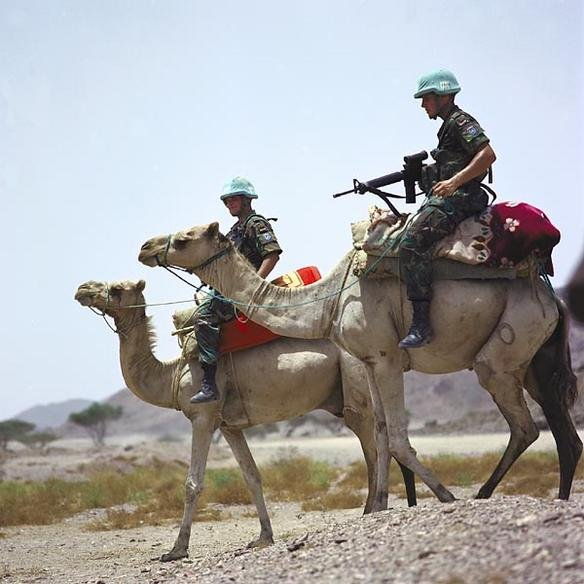
Caschi blu della missione ONU in Etiopia ed Eritrea

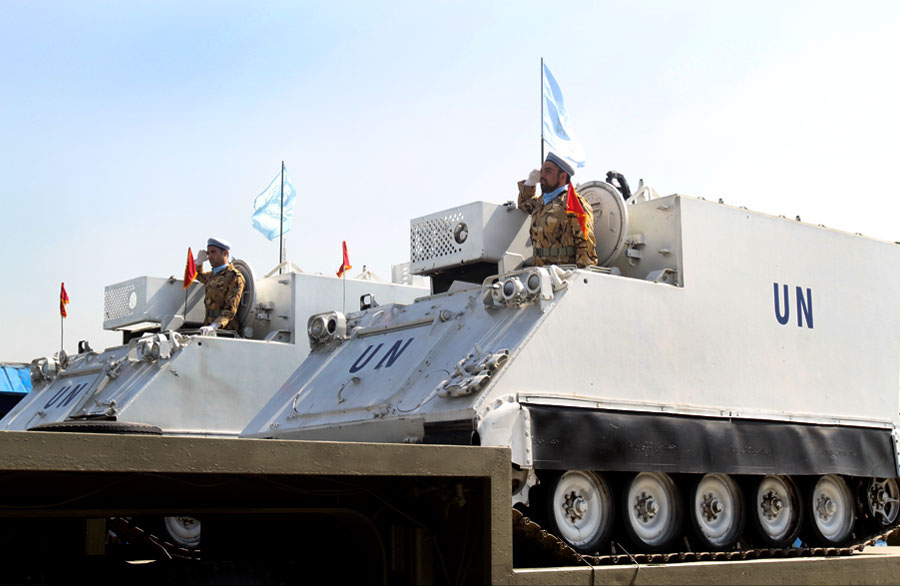
Caschi blu iraniani

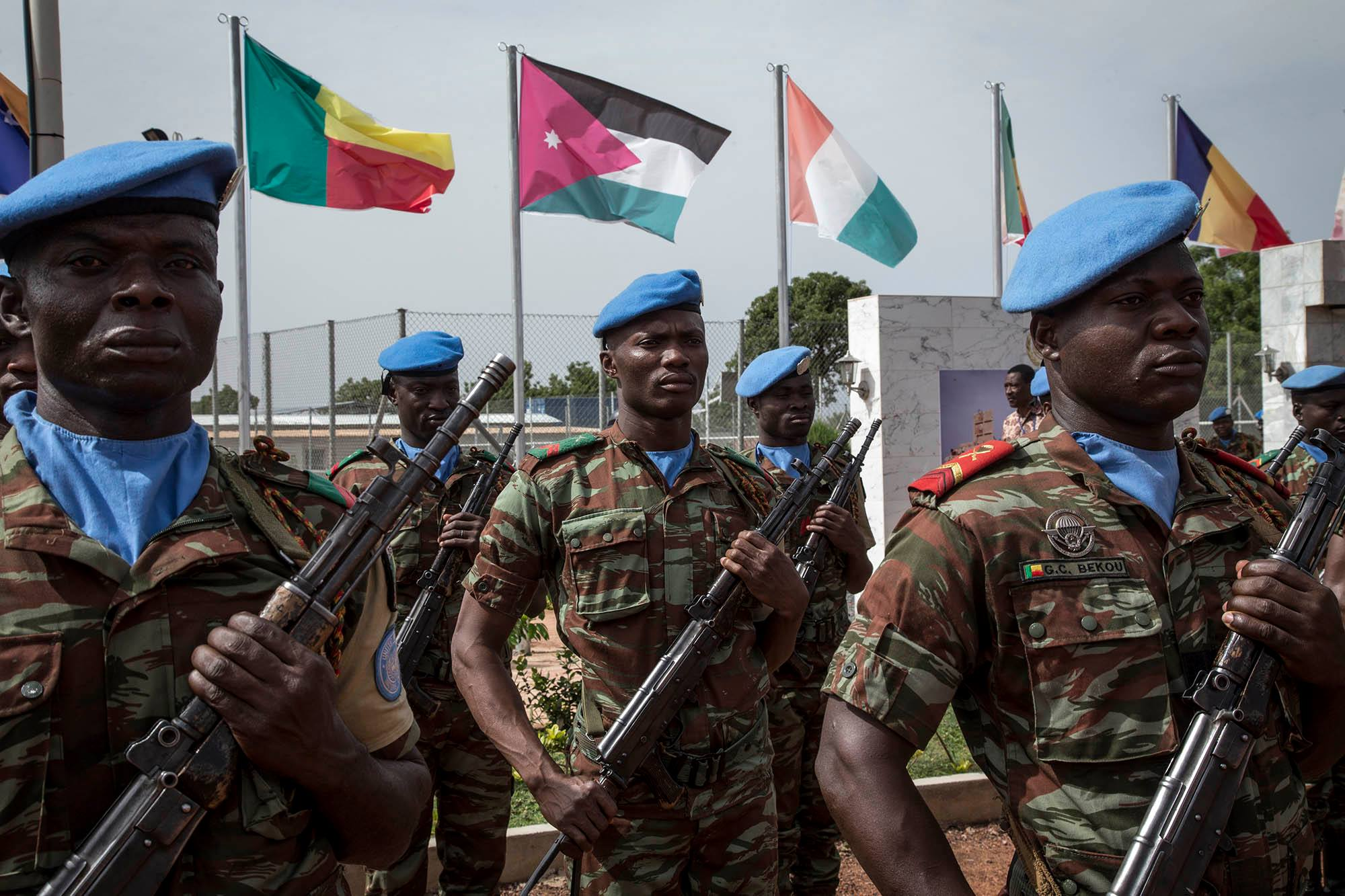
Caschi blu del Benin

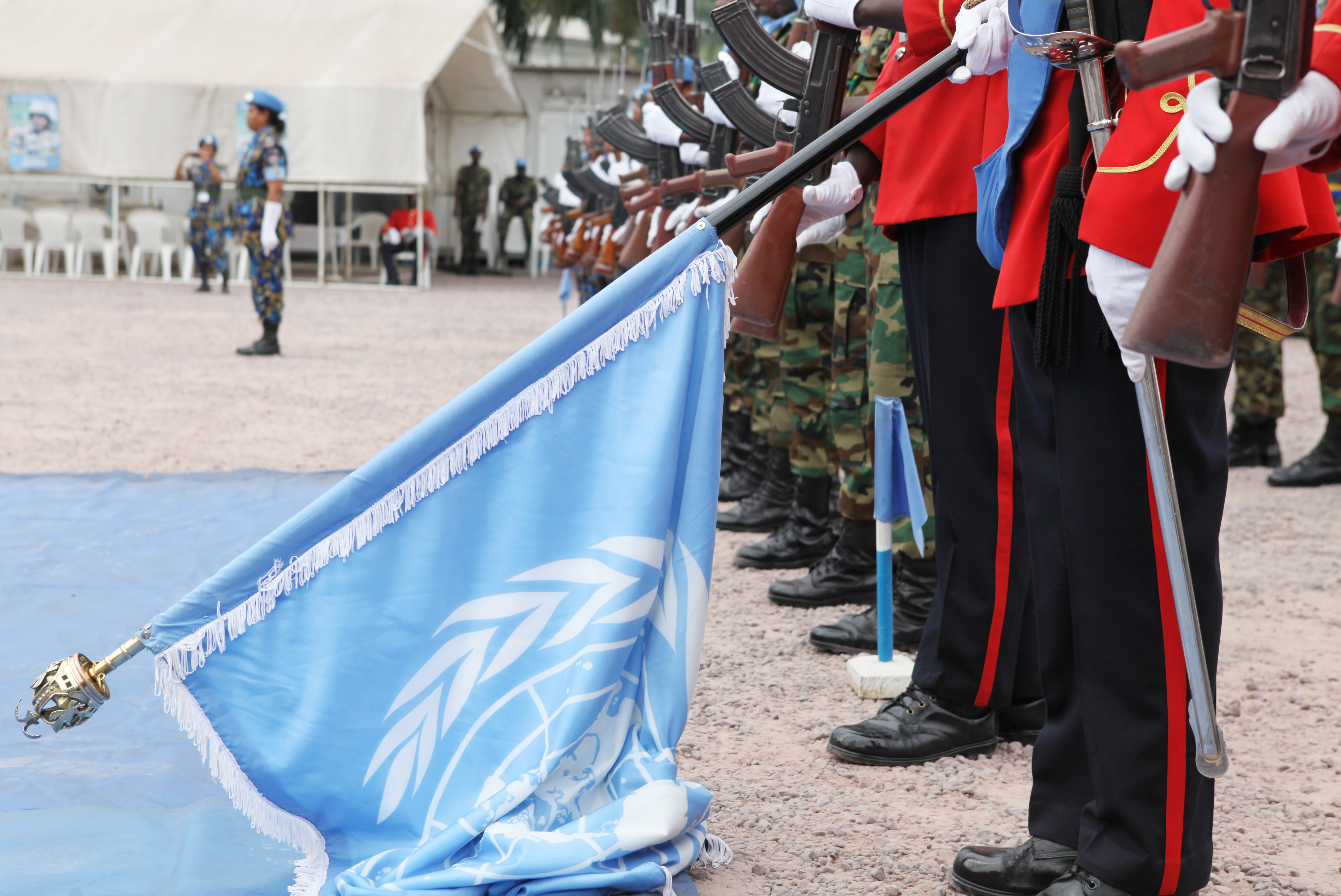
Giornata internazionale dei caschi blu presso la missione ONU nella Repubblica Democratica del Congo

Le forze di pace delle Nazioni Unite (in inglese: United Nations peacekeeping), comunemente indicate come "caschi blu", sono le unità militari che effettuano le operazioni di mantenimento della pace per conto dell'Organizzazione delle Nazioni Unite (ONU).
Queste azioni sono svolte sotto il controllo del Segretariato delle Nazioni Unite su mandato del Consiglio di sicurezza attraverso coalizioni militari internazionali. Le missioni sono gestite dal Dipartimento per le operazioni di pace, con sede presso il Palazzo di vetro a New York.
Nel 1988 alle Forze internazionali di pace dell'ONU è stato assegnato il premio Nobel per la pace.

## Storia
Le attività di Forze di pace delle Nazioni Unite era stato inizialmente sviluppato durante la guerra fredda come mezzo per risolvere conflitti tra Stati dispiegando personale militare disarmato o con armamento leggero proveniente da più Stati, sotto comando ONU, in aree dove i contendenti potevano aver bisogno di una terza parte neutrale in funzione di osservatore del processo di pace.
I caschi blu dell'ONU potevano entrare in azione quando le principali potenze (i cinque membri permanenti del Consiglio di sicurezza) incaricavano le Nazioni Unite di porre termine a conflitti che minacciassero la stabilità regionale e la pace e sicurezza internazionali.
Dal 1948 al febbraio 2009, si contano 63 operazioni di pace dell'ONU, di cui sedici ancora in corso. Ogni anno ne vengono proposte di nuove.
La prima missione qualificabile come operazione di peacekeeping fu la l'UNEF I, tali tipo di operazioni si sono poi moltiplicate negli anni novanta, quando hanno iniziato a configurarsi anche come peace-building (UNOSOM I e II, ONUMOZ, UNAMIR, etc.) o altre forme.
L'ONU prese posizione sulla crisi di Suez (1956) — una guerra condotta contro l'Egitto (sostenuto da altre nazioni arabe) da Regno Unito, Francia ed Israele coalizzati. Quando nel 1957 fu dichiarato un cessate il fuoco, il diplomatico canadese (destinato a divenire poi Primo Ministro) Lester Bowles Pearson consigliò che le Nazioni Unite disponessero una forza internazionale sul canale di Suez per garantire che entrambe le parti onorassero il cessate il fuoco. Secondo Pearson la forza ONU poteva essere composta principalmente da soldati canadesi, ma tale soluzione suscitava la diffidenza egiziana, poiché in effetti un membro del Commonwealth avrebbe dovuto far da guardiano al Regno Unito e relativi alleati. Di conseguenza, fu riunita una forza d'interposizione che raccoglieva militari delle più varie cittadinanze, in modo da assicurare la diversità nazionale (ritenuta presupposto d'imparzialità). Pearson avrebbe ottenuto il premio Nobel per la pace in relazione a tale impresa, ed oggi è considerato un padre del peacekeeping moderno.
Nel 1988 il premio Nobel per la pace è stato assegnato alle Forze internazionali di pace delle Nazioni Unite.

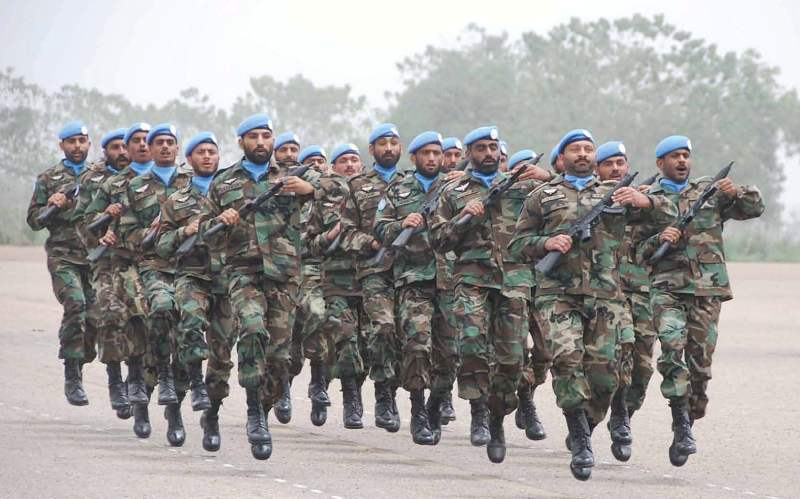
Caschi blu pakistani

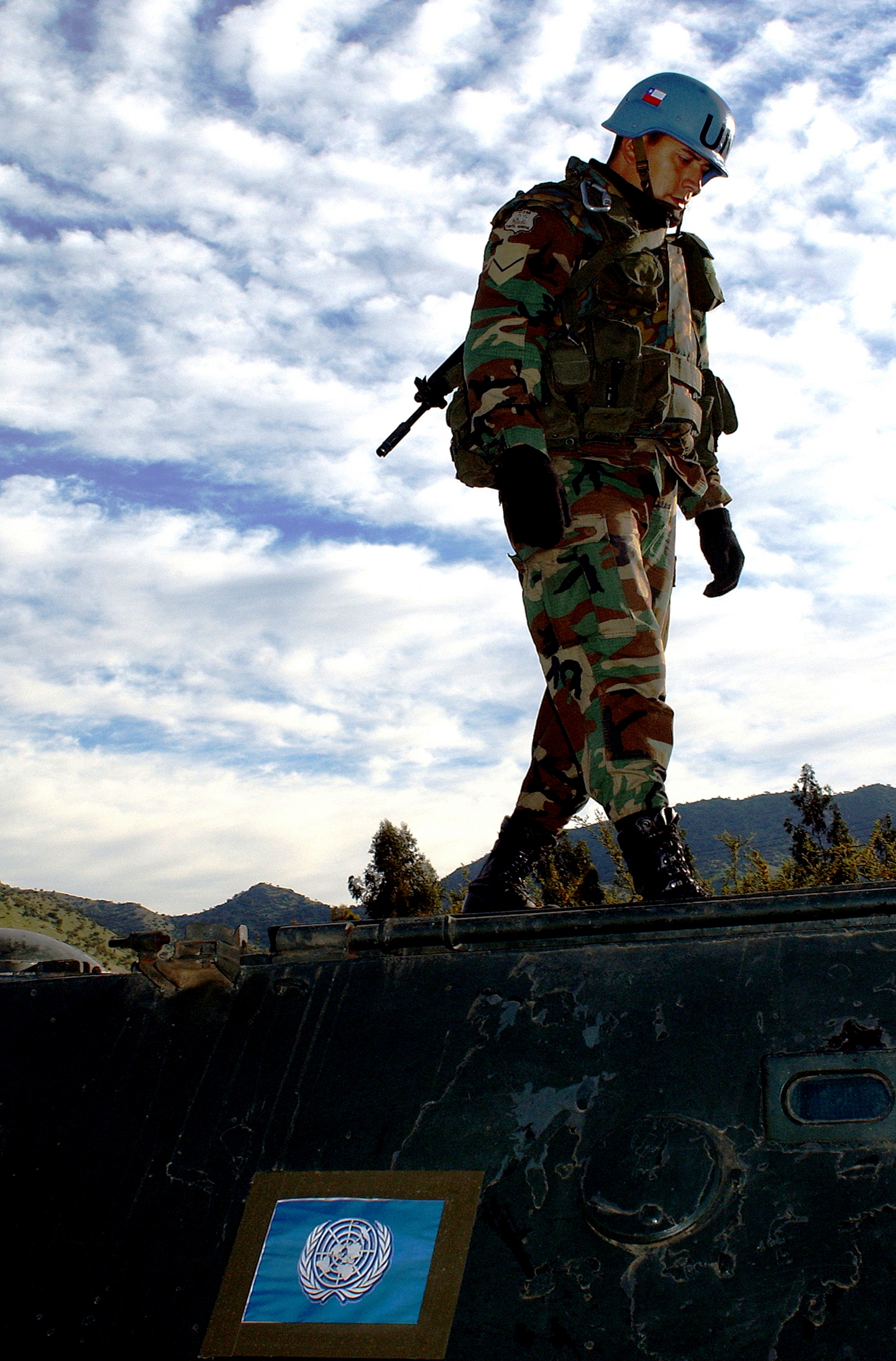
Casco blu cileno

Con la fine della guerra fredda si determinò un cambiamento nel peacekeeping, sia ONU sia multilaterale. In un nuovo spirito di collaborazione, il Consiglio di sicurezza deliberò più ampie e complesse missioni di pace, spesso nell'intento di cooperare nell'attuazione di accordi di pace intercorsi in conflitti interni ad un medesimo Stato e guerre civili. Inoltre, nel peacekeeping si prese ad inserire un numero sempre maggiore di elementi non-militari per assicurare il buon funzionamento di funzioni civili, come le elezioni. Il Dipartimento per le operazioni di pace fu creato nel 1992 per far fronte all'accresciuta richiesta di missioni di tal genere.
Tutto sommato, le operazioni di nuova concezione furono un successo. In El Salvador ed in Mozambico, ad esempio, il peacekeeping mostrò una via per raggiungere la pace auto-sostenuta. Tuttavia alcuni tentativi fallirono, forse in conseguenza di una rappresentazione troppo ottimistica delle reali potenzialità insite.
Mentre si stavano svolgendo complesse missioni in Cambogia, il Consiglio di sicurezza inviò caschi blu in zone di conflitto come la Somalia, in cui non si era raggiunto né un cessate il fuoco, né un qualche consenso fra le parti.
Queste operazioni si possono a buon diritto giudicare velleitarie, poiché non erano confortate né da quella potenza militare, né da quella (condivisa) volontà politica, che sarebbero state necessarie compagne ai caschi blu per centrare l'obiettivo affidato loro. Questi insuccessi—eminentemente il massacro di Srebrenica (1995) ed il genocidio del Ruanda (l'anno precedente)—causarono un periodo di ripiegamento e di autocritica nella recente storia del peacekeeping ONU.

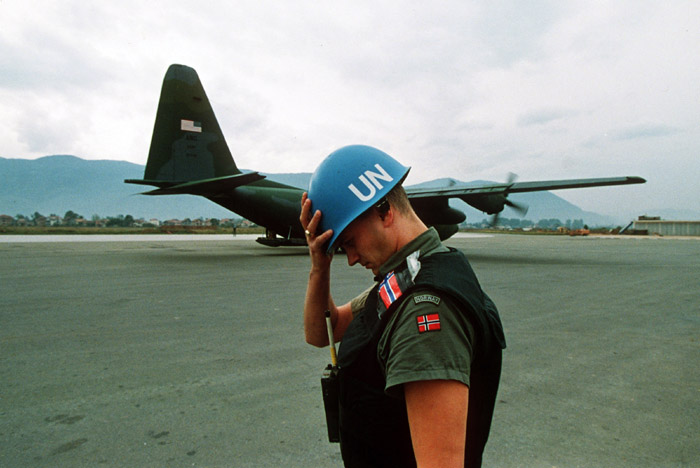
Casco blu norvegese della missione ONU in Bosnia ed Erzegovina

## Caratteristiche
Nell'ambito dei poteri generali attribuiti dallo Statuto delle Nazioni Unite al fine di mantenere la pace internazionale, gli organi delle Nazioni Unite mettono in atto tutte le azioni volte a contrastare le minacce alla pace, la violazione della pace e gli atti di aggressione secondo quanto previsto dal Capitolo VII della Carta. Queste possono essere misure di carattere coercitivo o meno, implicanti l'uso della forza o meno.
Il concetto di operazioni di pace, o peacekeeping, va invece ad indicare una serie di fattispecie alternative fondate sul consenso dello Stato territoriale ed altresì caratterizzate dalla neutralità ed imparzialità delle operazioni e dall'uso della forza solo per legittima difesa.
Nei casi in cui un diretto coinvolgimento da parte dell'ONU sia giudicato inopportuno o non praticabile, il Consiglio di sicurezza può delegare le missioni di pace ad organizzazioni regionali quali la NATO oppure coalizioni di Stati che manifestino tali intenzioni.
I vari ambiti di intervento dei caschi blu e dei funzionari internazionali incaricati sono:
- prevenzione dei conflitti (conflict prevention);
- edificazione della pace (peacemaking);
- mantenimento della pace (peacekeeping);
- assistenza umanitaria (humanitarian aid);
- consolidamento della pace (peacebuilding).

## Missioni di pace

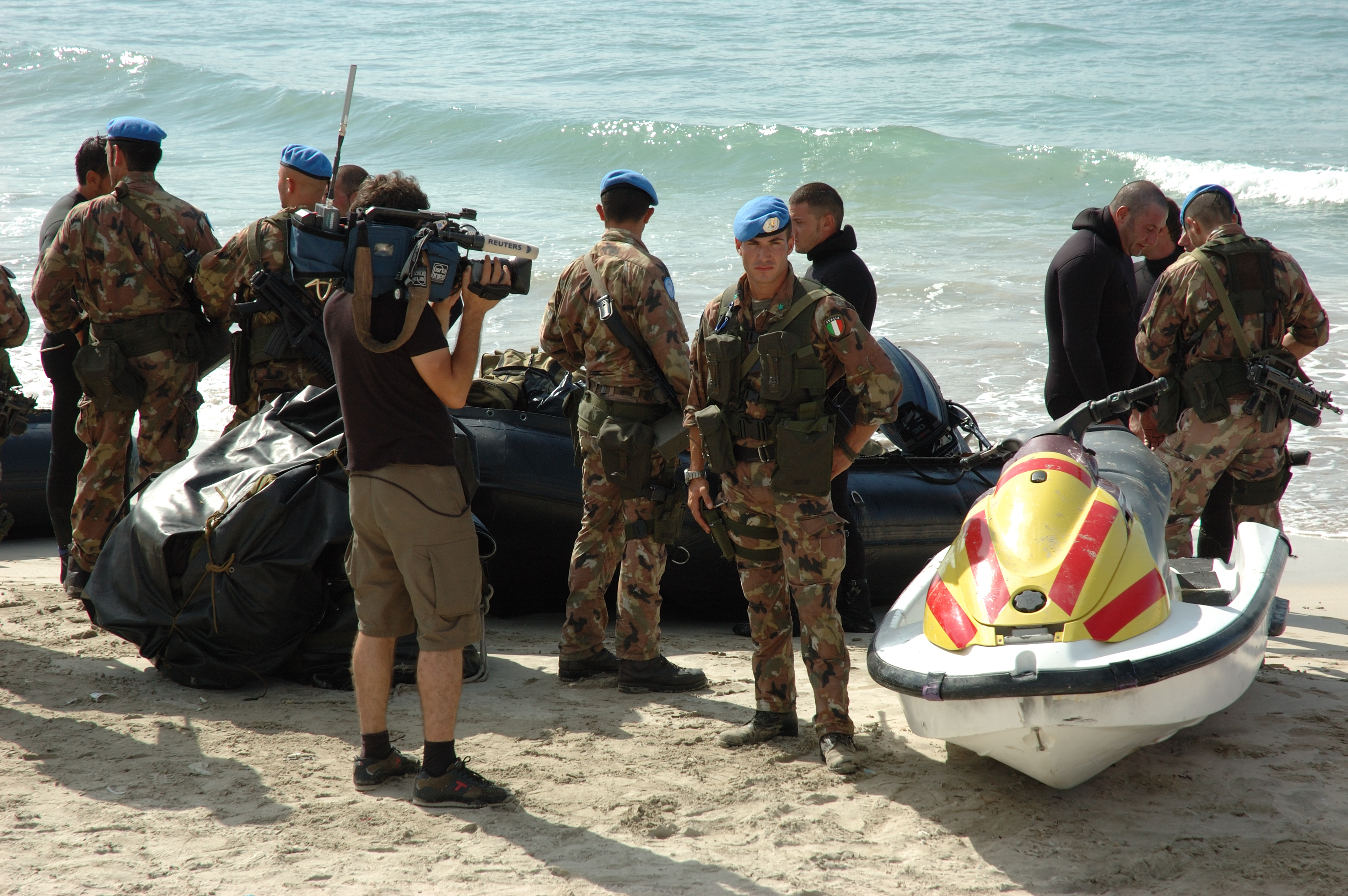
Caschi blu italiani in Libano nel 2006

Le missioni di pace sono organizzate e gestite dal Dipartimento per le operazioni di pace, un dicastero del Segretariato delle Nazioni Unite.
Il più importante documento di elaborazione dottrinale di DPO, intitolato United Nations Peacekeeping Operations: Principles and Guidelines è stato pubblicato nel 2008.
In ambito ONU, le operazioni di pace sono inoltre caratterizzate dalla delega del Consiglio di sicurezza al Segretario generale, sia in ordine al reperimento, sia al comando delle forze da impiegare. Non tutte le operazioni finalizzate al mantenimento della pace sono qualificabili come operazioni di pace e da queste vanno distinte le operazioni di peacebuilding e di peace-enforcement, anche se talune missioni possono avere carattere ibrido quale la tutela dei diritti umani (il c.d. "dilemma umanitario"). Nella storia dell'attività dell'ONU si usa distinguere tre fasi caratterizzate da altrettanti tipi di peacekeeping. I fini statutari dell'ONU prevedono espressamente che l'organizzazione debba mantenere la pace e la sicurezza; per fare ciò uno degli strumenti usati, nel corso del tempo, per il mantenimento di queste, sono le operazioni di pace, missioni che tuttavia non trovano esplicita previsione nello statuto e la cui legittimità giuridica è stata ravvisata da gran parte della dottrina nel consenso delle parti in causa oltre che in una progressiva consuetudine supplementare alla Carta ONU.

### Procedimento di richiesta

#### Istruzione

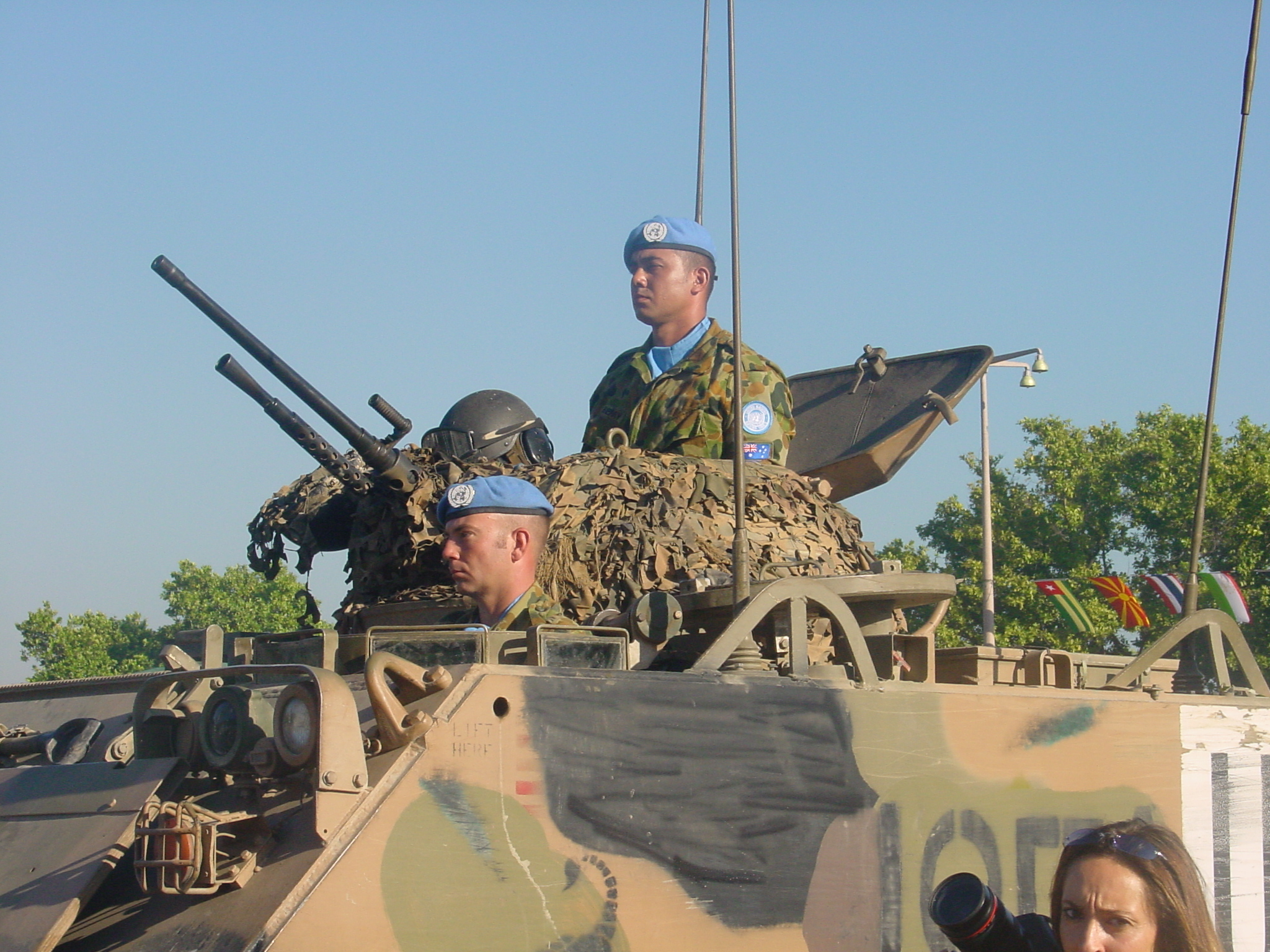
Caschi blu australiani a Timor Est

Una volta che è stato raggiunto un accordo di pace, le parti coinvolte possono richiedere all'ONU una forza di peacekeeping per la supervisione sulla pratica attuazione dei punti concordati. Questo avviene perché un gruppo sotto egida ONU difficilmente sarà propenso a fare propri gli interessi di una fazione, dato che a sua volta dipende da molti gruppi, in particolare dal Consiglio di sicurezza (composto dai rappresentanti di quindici Paesi) e dal Segretariato delle Nazioni Unite (la cui composizione è deliberatamente diversa).
Se il Consiglio di sicurezza approva l'avvio di una missione, il Dipartimento per le operazioni di pace inizia la programmazione degli elementi necessari. A questo punto, viene scelta la squadra di comando supremo (come verrà spiegato più avanti). Il dipartimento interpellerà le singole nazioni aderenti all'ONU per raccoglierne l'eventuale disponibilità al concorso operativo. Dato che—come già ricordato—le Nazioni Unite non dispongono di alcuna struttura organica permanente in proposito, per ogni esigenza dev'essere formata una coalizione ad-hoc.
Questo dato di fatto ha quanto meno due risvolti sfavorevoli: può portare alla pura impossibilità di mettere in campo una forza credibile, ed in ogni caso determina un fisiologico rallentamento nel reperimento di risorse (in ogni senso dell'espressione) una volta che l'operazione abbia pure preso il largo.
Roméo Dallaire, comandante del contingente di pace in Ruanda ai tempi della tragedia umanitaria che afflisse quel lembo d'Africa (1996), così descrisse, nel libro Shake Hands With the Devil, tali problemi, a confronto con dispiegamenti "tradizionali" di forze militari:
(Roméo Dallaire, Shake Hands With the Devil, pp. 99-100)
Mentre viene messa assieme la forza di peacekeeping, la squadra diplomatica ONU pratica varie attività diplomatiche. Le esatte dimensioni e forza dello schieramento vanno concordate con il governo della nazione in cui è in corso il conflitto. Le regole di ingaggio devono essere sviluppate e concordate sia dalle parti in lizza sia dal Consiglio di Sicurezza. Esse attribuiscono lo specifico mandato e scopo della missione (cioè quando i peacekeeper, se armati, possano usare la forza, e dove possano muoversi, nell'ambito del territorio che li ospita). Spesso il mandato dispone che i peacekeeper siano scortati da "guide" del governo ospitante ogniqualvolta lascino la loro base. Questa complicazione ha causato problemi sul campo.
Quando hanno avuto luogo tutti gli accordi, il personale richiesto è stato reperito, e l'approvazione finale è stata deliberata dal Consiglio di Sicurezza, i peacekeeper sono dislocati nella regione prevista.

#### Struttura
Le missioni di pace ONU sono state concepite in quanto operazioni "Born out of necessity, largely improvised, a practical response to a problem requiring action" e sono quindi tutte concepite ad hoc, condividono tuttavia una struttura ed organizzazione comune.
Una missione di pace dell'ONU ha tre centri direttivi. Il primo è il Rappresentante speciale del Segretario generale, il capo ufficiale della missione. È responsabile di tutta l'attività politica e diplomatica, presiede alle relazioni tanto con le parti stipulanti del trattato di pace, quanto con gli stati membri ONU in generale. Il secondo è il comandante della forza, che è responsabile dell'apparato militare sul campo. È un alto ufficiale delle forze armate che intervengono, e spesso è scelto tra quelli della nazione che partecipa con il maggior numero di effettivi. In terzo luogo dobbiamo considerare il Chief Administrative Officer, che ha la supervisione delle forniture, della logistica, e coordina l'approvvigionamento di ogni necessaria risorsa.

#### Partecipazione: i caschi blu

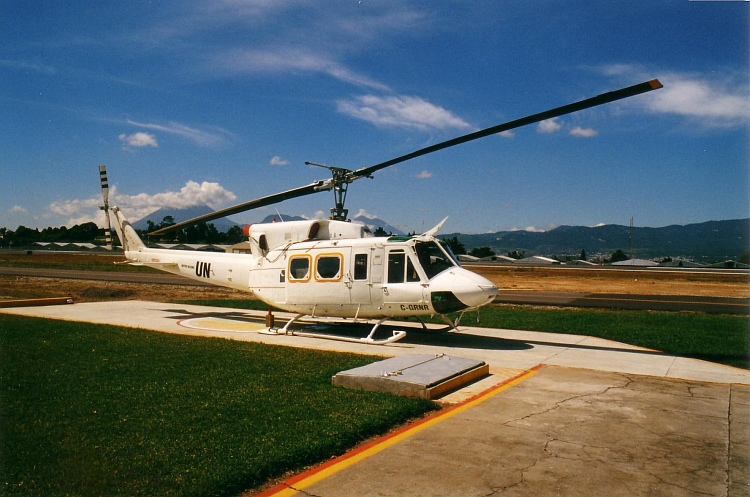
Elicotteri Bell 212 in servizio di peacekeeping in Guatemala, 1998

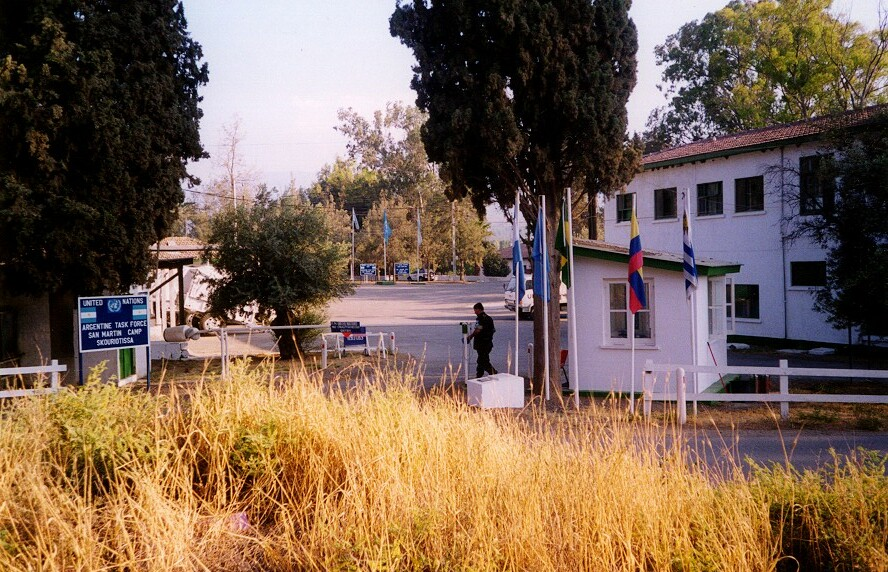
Campo San Martin a Cipro. Il contingente argentino comprende truppe di altri paesi latinoamericani

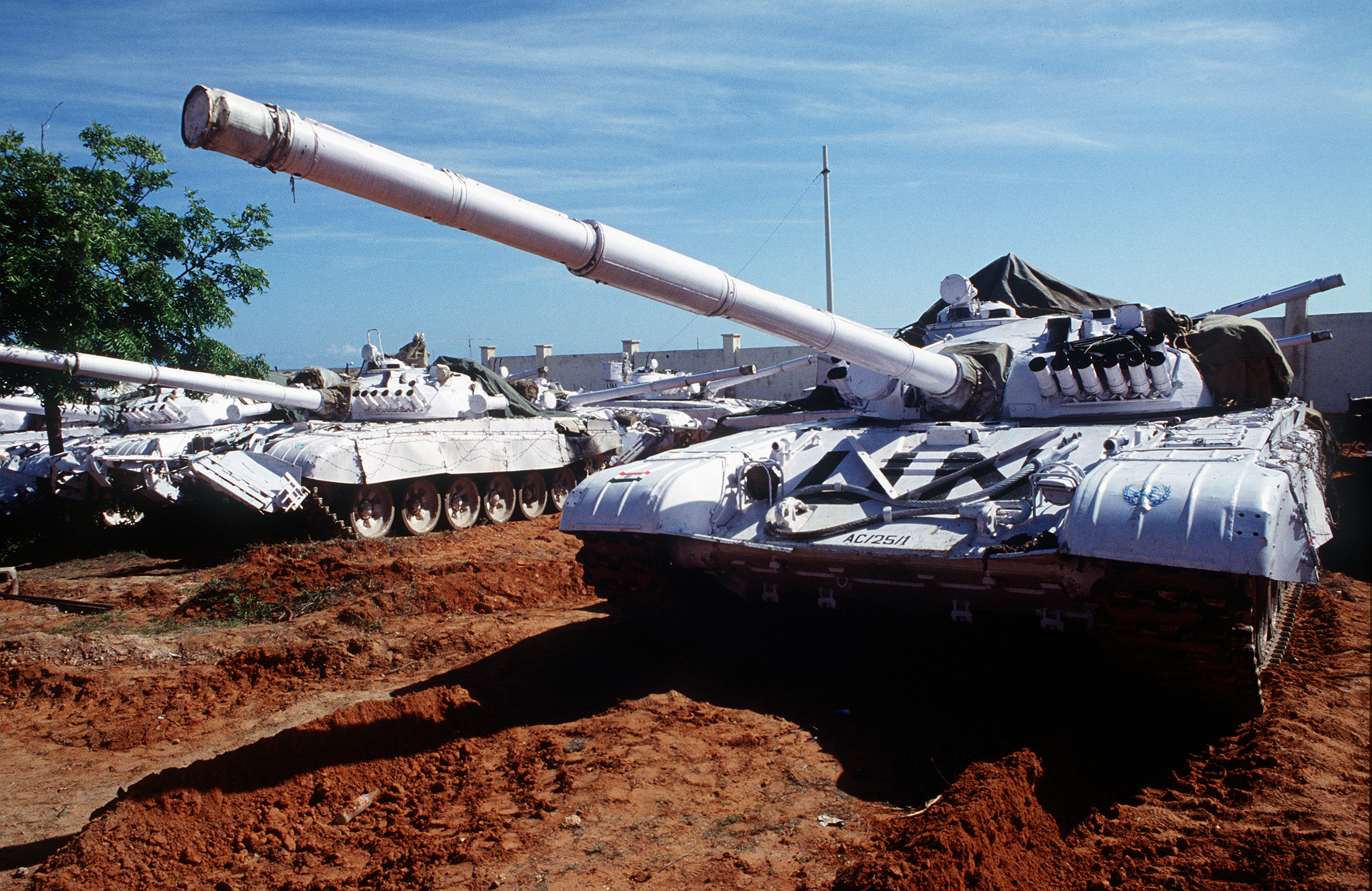
Carri T-72 dell'esercito indiano con insegne ONU nel contesto di UNITAF

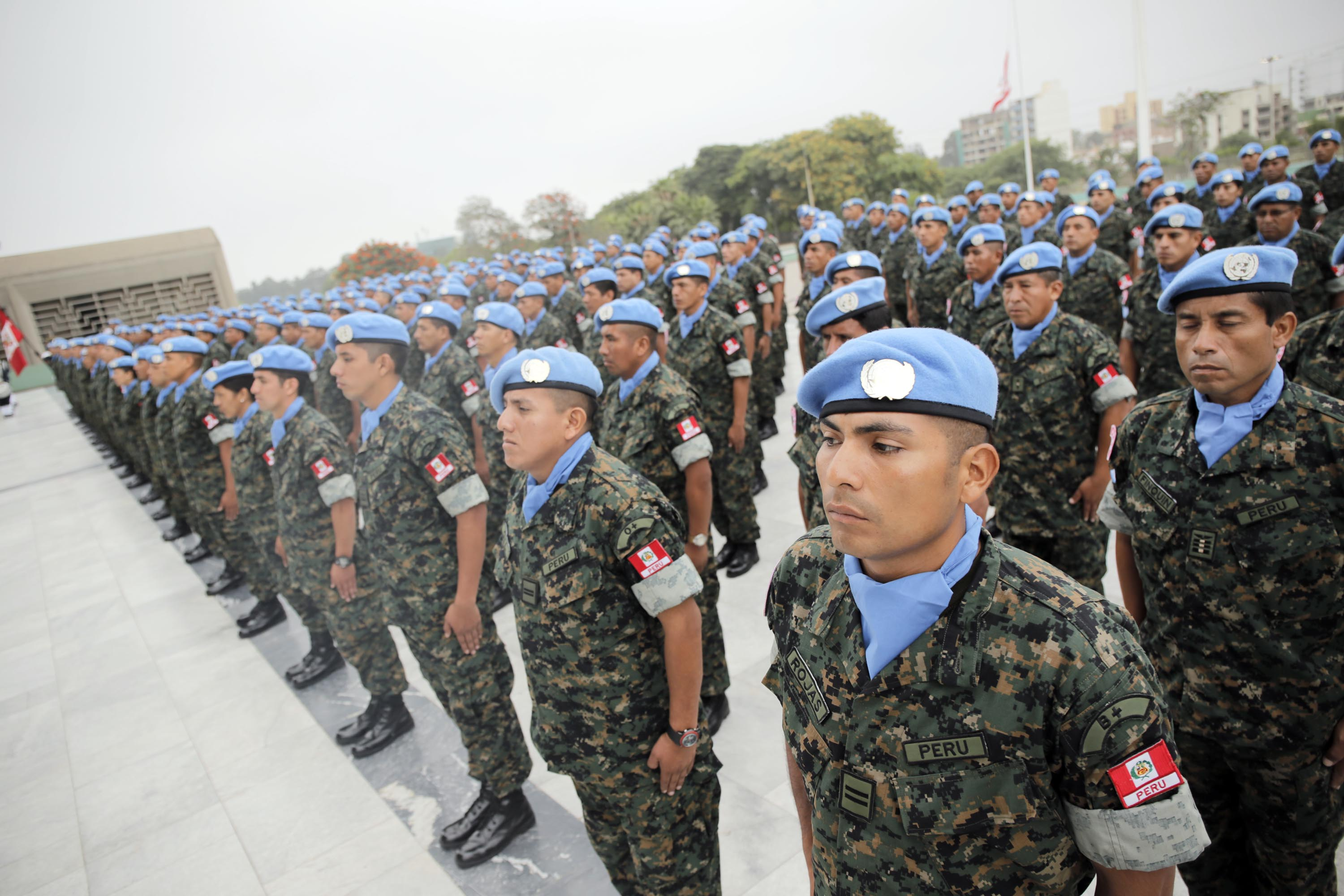
Caschi blu peruviani inviati ad Haiti nel 2000

Lo statuto ONU impone a tutti gli stati membri l'obbligo di mettere a disposizione del Consiglio di sicurezza le forze e le infrastrutture necessarie al mantenimento di pace e sicurezza in ogni posto del mondo. Dal 1948, quasi 130 paesi hanno contribuito a missioni di pace con personale militare e di polizia civile.
Caschi blu (dal colore dell'elmetto) è la denominazione con cui vengono indicati i militari delle Forze internazionali di pace dell'ONU, con compiti di controllo finalizzati al ripristino della normalità politica e civile nel paese in cui operano. Hanno ricevuto il premio Nobel per la pace nel 1988.
Nel 1956 è nata la prima Forza di emergenza delle Nazioni Unite in occasione del conflitto tra Israele ed Egitto.
Nel 2000 è stata anche istituita una Brigata di reazione rapida multinazionale per intervenire in aree a rischio in breve tempo.
Benché non siano disponibili informazioni dettagliate su tutto il personale che partecipò a missioni di pace dal 1948, si stima che circa un milione di operatori (soldati, agenti di polizia, e "normali civili") abbia lavorato sotto bandiera ONU in mezzo secolo abbondante. Con dati riferiti a marzo 2008, 113 paesi stavano contribuendo con un totale di 88 862 persone tra osservatori militari, polizia, e truppe inquadrate in unità militari canoniche.
Nonostante il lungo elenco di paesi partecipanti sulla carta, la parte del leone — sotto il profilo del numero di addetti sul campo — è chiaramente svolta da un nucleo di paesi in via di sviluppo, che spesso traggono profitto economico da tale partecipazione. In questo senso, la classifica dei primi dieci (stima del marzo 2007) appare la seguente: Pakistan (10.173), Bangladesh (9.675), India (9.471), Nepal (3.626), Giordania (3.564), Uruguay (2.583), Italia (2.539), Ghana (2.907), Nigeria (2.465), e Francia (1.975).
Alla data di marzo 2008, in aggiunta al personale militare e di polizia, risultano aver collaborato a missioni peacekeeping ONU: 5 187 "civili internazionali", 2.031 volontari delle Nazioni Unite e 12.036 civili locali.
Fino ad aprile 2008, 2.468 persone, di oltre cento nazionalità, hanno perso la vita in missioni di pace. Molti dei caduti provenivano dall'India (127), Canada (114) e Ghana (113). Il 30% delle perdite umane lamentate nei primi 55 anni di peacekeeping ONU ricade negli anni dal 1993 al 1995.
Come già detto, i paesi in via di sviluppo tendono a partecipare al peacekeeping più delle nazioni sviluppate. Questo, in parte, può spiegarsi con il fatto che le forze armate dei paesi emergenti non evocano il fantasma dell'imperialismo nelle località di guerra (spesso trattasi di ex-colonie). Ad esempio, nel dicembre 2005, l'Eritrea espulse dalla missione di pace sulla propria frontiera con l'Etiopia tutto il personale statunitense, russo, europeo e canadese. Alla motivazione storico-politica, si aggiunge però l'attrattiva economica per i paesi meno agiati. L'ONU riconosce mensilmente a ciascun operatore militare: $1.028 per paga e rimborsi spese; $303 extra per gli specialisti; $68 per vestiario personale, accessori ed equipaggiamento; $5 per armamento individuale. Può essere un cespite finanziario di un certo rilievo per un paese emergente. Garantendo ai soldati addestramento, equipaggiamento e stipendi di elevato livello, le missioni di pace ONU consentono a tali paesi di mantenere forze armate più importanti di quello che si potrebbero permettere secondo i rispettivi bilanci. Circa il 4,5% del personale militare o di polizia impiegato nel peacekeeping ONU proviene dall'Unione europea; la percentuale scende sotto l'uno per cento se consideriamo gli addetti statunitensi.

### Costi
I costi del peacekeeping, specie dopo la fine della guerra fredda, sono lievitati enormemente. Nel 1993, i costi annuali per le operazioni di pace delle Nazioni Unite sono arrivati a circa $3,6 miliardi, anche a causa delle operazioni nell'ex Jugoslavia (UNPROFOR) e in Somalia (UNOSOM II). Nel 1998, erano crollati ad una cifra addirittura inferiore al miliardo di dollari. Con la ripresa delle operazioni su vasta scala, i costi s'impennarono di nuovo verso i $3 miliardi nel 2001. Nel 2004, fu approvato un bilancio di previsione da $2,8 miliardi, ma il costo a consuntivo fu superiore. Nel 2006, l'ammontare si aggirava sui $5 miliardi.
Tutti gli Stati membri sono legalmente obbligati a pagare la loro quota di costi per il mantenimento della pace, in ragione di una complessa formula che loro stessi hanno stabilito. Malgrado questa obbligazione, gli Stati membri nel 2004 avevano accumulato un arretrato di circa $1,2 miliardi, con riferimento a missioni in atto e pregresse.

## Missioni non-ONU

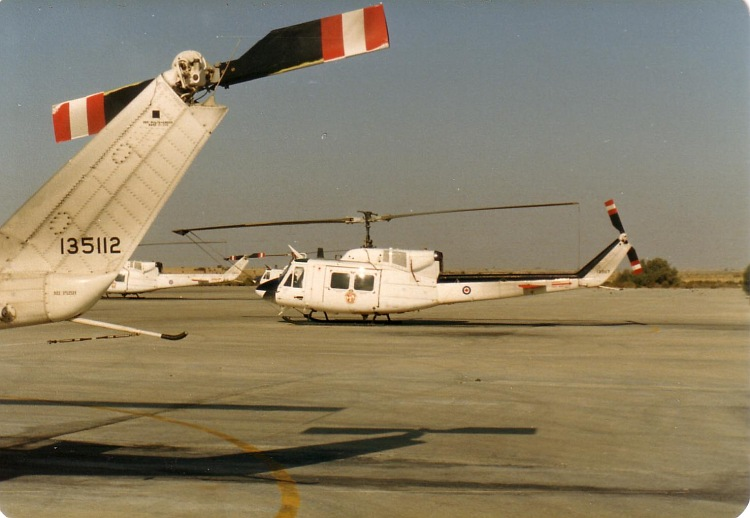
Elicotteri CH135 Twin Huey canadesi assegnati alla Multinational Force and Observers, una forza di peacekeeping non-ONU, ad El Gorah, Sinai, Egitto, 1989

Non tutte le forze di peacekeeping sono state direttamente controllate dalle Nazioni Unite.
Nel 1981, un accordo tra Israele ed Egitto diede vita al già ricordato Multinational Force and Observers che tuttora esercita una supervisione sulla penisola del Sinai.
Sei anni più tardi, la Indian Peace Keeping Force entrò nello Sri Lanka per concorrervi al mantenimento della pace.
La situazione divenne stagnante, e nel 1990 il Primo ministro dello Sri Lanka, che aveva concluso un patto con le Tigri Tamil, chiese all'India di ritirarsi.
Nel novembre 1998, inoltre, l'India collaborò alla restaurazione del governo di Maumoon Abdul Gayoom nelle Maldive, azione da inquadrarsi nell'alveo della Operazione Cactus.
Il 20 dicembre 1995, su mandato ONU, una forza a guida NATO (IFOR) fece il suo ingresso in Bosnia per dare attuazione al General Framework Agreement for Peace in Bosnia and Herzegovina. Analogamente, un'operazione NATO (KFOR) si svolge tuttora nel Kosovo.
La missione a guida Nato in Bosnia ed Erzegovina è stata successivamente sostituita da una missione peacekeeping a patrocinio europeo, organizzata da EUFOR. Anche l'Unione Africana, a partire dal 2003, è stata marginalmente coinvolta nel peacekeeping continentale.
Nell'Ossezia del Sud, Russia e Georgia inviarono le rispettive formazioni di caschi blu in applicazione all'accordo di Soči (siglato il 24 giugno 1992).
La seconda guerra in Ossezia del Sud del 2008 si concluse con l'espulsione dalla regione di tutte le forze georgiane, compresi i caschi blu, ed ebbe un bilancio di 18 caduti tra i caschi blu russi.

## Critiche

### Danni potenziali alle truppe
Naturalmente, come ogni impresa militare (o bellica in senso ampio), anche il peacekeeping potrebbe provocare danni alla salute delle persone impiegate, soprattutto per l'elevato grado di stress che comporta. I peacekeeper sono esposti a danni causati ("collateralmente", in modo non deliberato) dalle parti in conflitto e spesso anche ad un clima cui non sono avvezzi. Ne scaturiscono problemi di salute mentale, suicidio ed abuso di droghe, come dimostrano specifiche statistiche. Avere un parente in missione all'estero per un lungo periodo è fonte di stress anche per i familiari dei peacekeeper. Oltre tutto, i peacekeeper, sebbene eventualmente agiscano su mandato ONU, possono divenire bersaglio (intenzionale) per gli attacchi di una parte belligerante.
Un differente approccio pone in risalto come il peacekeeping potrebbe "rammollire i guerrieri" ed intaccarne la combattività, posta l'ovvia differenza di profilo tra un contingente di peacekeeping ed un reparto operativo dispiegato in un contesto schiettamente e tradizionalmente conflittuale.

### Problemi a lungo termine
Il peacekeeping può avere come risultato la mera conservazione di un precario status quo destinato a sicuro collasso nel lungo periodo. Bisogna, per obiettività, concedere anche il fatto che l'attuale figura di peacekeeper non postula la vocazione a costruire soluzioni politiche permanenti. La sua missione è, al contrario, stabilizzare una situazione in modo tale da offrire a statisti e diplomatici l'opportunità di sviluppare una pace (rebus sic stantibus) definitiva. Nel Peace Department ONU costituiscono ancora una relativa novità le diramazioni peace-building e peacemaking.
Si tratta di attività e strutture concepite per muoversi in sinergia con le operazioni peacekeeping che esaminiamo qui. Mentre i peacekeeper creano un ambiente stabile, i peace-builder e i peacemaker sono indirizzati ad aspetti diplomatici di più lunga prospettiva temporale: sostanzialmente si adoperano per far sorgere le condizioni di una pace duratura e stabile, talvolta anche creando le premesse per uno sviluppo sostenibile.

### Peacekeeping, traffico di esseri umani e prostituzione coatta

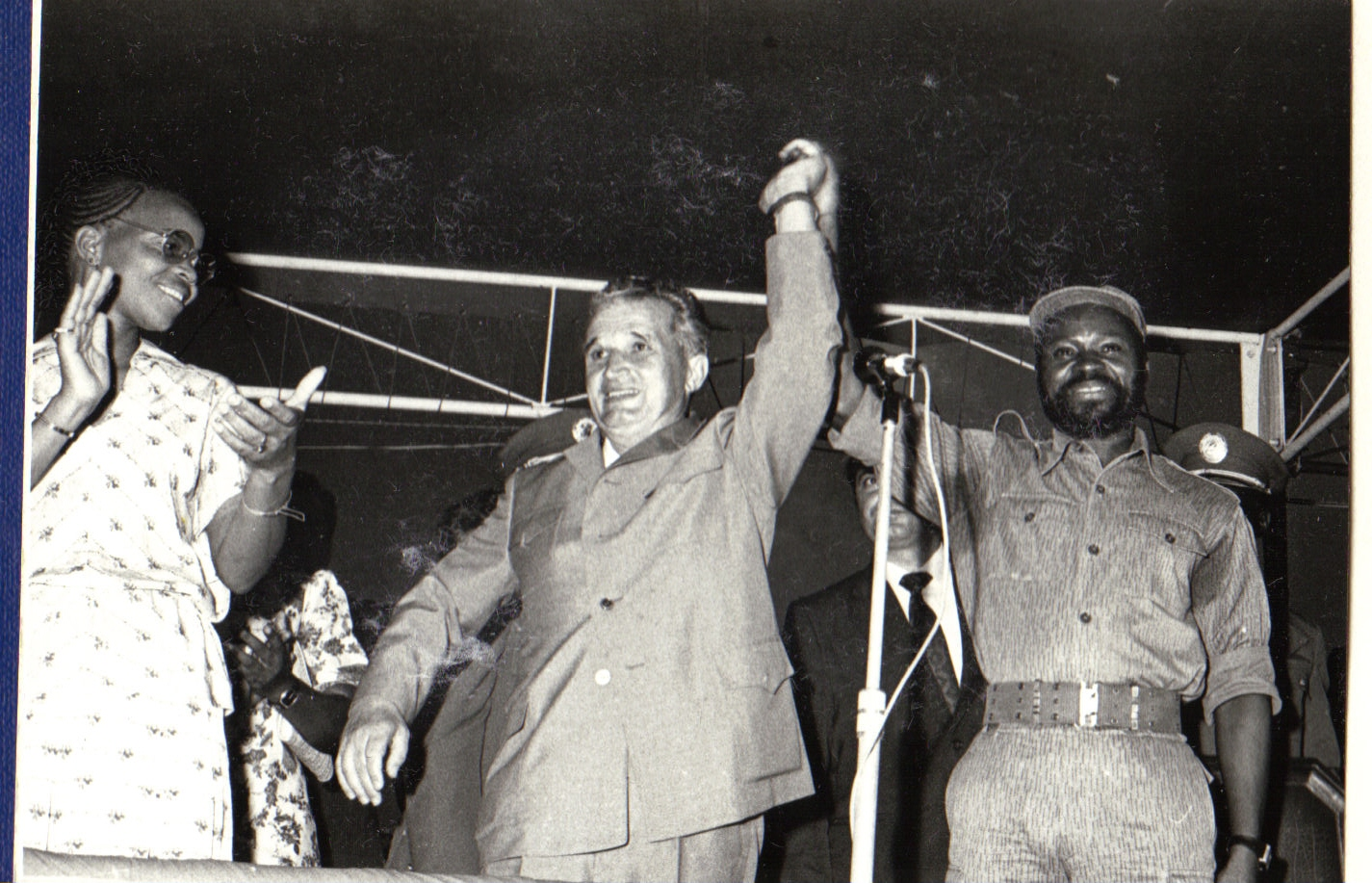
Maputo, aprile 1979. Graça Machel (a sinistra), con Nicolae Ceaușescu (al centro) ed il presidente del Mozambico dell'epoca, Samora Machel

Resoconti giornalistici attestano un rapido espandersi della prostituzione in Cambogia, Bosnia e Kosovo dopo che in tali luoghi sono iniziate le missioni di peacekeeping (negli ultimi due paesi si tratta di missioni NATO, tutte le altre sono ONU). Nello studio del 1996 The Impact of Armed Conflict on Children, Graça Machel
già first lady del Mozambico ha documentato: "In sei su dodici studi nazionali preparati per questo rapporto sullo sfruttamento sessuale di bambini in situazioni di conflitto armato, l'arrivo di truppe peacekeeping è stato associato a rapido aumento della prostituzione infantile."

## Proposte di riforma ONU

### L'analisi di Brahimi
In reazione a queste criticità, segnatamente per quanto attiene ai casi di abuso sessuale da parte dei peacekeeper, l'ONU ha mosso alcuni passi in un progetto di riforma delle sue operazioni, come sono state sinora conosciute. Il Report of the Panel on United Nations Peacekeeping Operations (colloquialmente indicato pure come Brahimi Report)
è stato il primo di tali passi per ricapitolare le missioni pregresse, isolare i malfunzionamenti, ed intraprendere azioni positive in grado di correggere tali storture assicurando contestualmente l'efficienza delle missioni che saranno varate in avvenire. È stato dichiarato un solenne impegno dell'ONU per realizzare concretamente dette pratiche all'atto di compiere le missioni peacekeeping del futuro. Gli aspetti tecnocratici del processo di riforma sono stati continuati e rivitalizzati dal DPKO nella sua "agenda di riforma" denominata Peace Operations 2010. Il basilare documento dottrinale intitolato United Nations Peacekeeping Operations: Principles and Guidelines incorpora l'analisi di Brahimi e ne fa un proprio elemento fondante.

### Forza di reazione rapida
Una proposta avanzata per tener conto dei deleteri ritardi come quello che ha favorito la tragedia del Ruanda punta sulla forza di reazione rapida: un gruppo permanente, amministrato dall'ONU e schierato su disposizione del Consiglio di Sicurezza, che riceva truppe e sostentamento dai membri in carica del Consiglio di Sicurezza e sia pronto per un rapido rischieramento in caso di futuri genocidi.

## Onorificenze erogate
Congo
Il capitano dei peacekeeper ONU Gurbachan Singh Salaria ottenne la più alta onorificenza militare indiana, il Param Vir Chakra.
Nel novembre 1961 il Consiglio di Sicurezza era intervenuto per prevenire le ostilità katanghesi in Congo. Per reazione, Moise Tshombe, leader secessionista del Katanga, lanciò un'offensiva contro le forze ONU. Il 5 dicembre 1961, una compagnia indiana-ONU rinforzata da mortai da 3 pollici (81 mm) attaccò un posto di blocco tra il quartier generale katanghese ed il campo d'aviazione di Lubumbashi (Elisabethville). Dopo che gli indiani avevano preso possesso della posizione, un plotone gurkha tentò di collegarsi alla compagnia per consolidare il rinnovato posto di blocco, ma incontrò elementi ostili in prossimità del vecchio aeroporto. L'attacco del plotone contro la postazione ribelle, forte di una novantina di miliziani katanghesi, fu guidato dal capitano indiano Salaria. Malgrado che disponesse solo di sedici soldati e con un armamento inferiore a quello degli avversari, il capitano Salaria — anche giovandosi della proverbiale ferocia
dei combattenti gurkha — ebbe la meglio sul nemico, che si volse in fuga. Durante l'azione, Salaria fu colpito al collo, ma continuò a combattere sinché morì per le ferite riportate. Grazie alla sua abnegazione ed al suo coraggio, il quartier generale ONU di Elisabethville si salvò dall'accerchiamento.